# Керимов, Николай Владимирович
Никола́й Влади́мирович Кери́мов (род. 11 мая 1968) — российский легкоатлет, специалист по бегу на длинные дистанции, кроссу и марафону. Выступал за сборную России по лёгкой атлетике в 1990-х годах, чемпион России в беге на 10 000 метров и полумарафоне, победитель и призёр первенств всероссийского значения, участник ряда крупных международных стартов. Представлял Ульяновскую область. Мастер спорта России международного класса.

## Биография
Николай Керимов родился 11 мая 1968 года. Занимался лёгкой атлетикой в Ульяновске под руководством заслуженного тренера РСФСР Николая Дмитриевича Карпова.
Первого серьёзного успеха на всероссийском уровне добился в сезоне 1992 года, когда в беге на 10 000 метров одержал победу на чемпионате России в Москве. Также в этом сезоне занял 13-е место на чемпионате России по марафону в Калининграде, превзошёл всех соперников на Сибирском международном марафоне в Омске и на Тюменском марафоне.
В 1993 году финишировал третьим на Сибирском международном марафоне, в составе российской сборной стартовал на чемпионате мира по полумарафону в Брюсселе, где показал на финише 61-й результат.
В 1994 году выиграл бронзовую медаль на чемпионате России по бегу на 10 000 метров в Воронеже, победил на Всекузбасском шахтёрском марафоне в Кемерово, был вторым на марафоне в Новосибирске.
В 1995 году стал шестым на Сибирском международном марафоне, занял 39-е место на чемпионате Европы по кроссу в Алнике.
В 1996 году был четвёртым на Сивильском марафоне, 38-м на Белградском марафоне, взял бронзу на открытом чемпионате России по бегу на 10 000 метров в Москве, стал бронзовым призёром в беге на 5000 метров на чемпионате России в Санкт-Петербурге.
В 1997 году закрыл десятку сильнейших на полумарафоне в Нижнем Новгороде, занял 35-е место на кроссовом чемпионате Европы в Оэйраше.
В 1998 году получил серебро в дисциплине 12 км на открытом чемпионате России по кроссу в Кисловодске, сошёл с дистанции на Московском марафоне «Лужники».
В 1999 году одержал победу на чемпионате России по полумарафону в Адлере, с личным рекордом 1:03:54 финишировал шестым на полумарафоне в Нижнем Новгороде.
На чемпионате России по марафону 2002 года в Москве пришёл к финишу шестым. На чемпионате России в Чебоксарах в дисциплинах 5000 и 10 000 метров занял 20-е и 16-е места соответственно.
В 2003 году одержал победу в марафоне «Белые ночи» в Санкт-Петербурге, установив при этом свой личный рекорд и рекорд соревнований, который до настоящего времени не удалось никому превзойти — 2:11:46.
В 2004 году занял 19-е место на Пражском международном марафоне.
В 2005 году среди прочего показал 16-й результат на Туринском марафоне.
В 2006 году занял 12-е место на Краковском марафоне и 19-е место на Стамбульском марафоне.
В 2007 году финишировал вторым на Краковском марафоне и четвёртым на полумарафоне в Зеленограде.
В 2008—2011 годах достаточно успешно выступал на различных коммерческих шоссейных стартах в США.
За выдающиеся спортивные достижения удостоен почётного звания «Мастер спорта России международного класса».